# Leah Smith
Leah Smith (ur. 19 kwietnia 1995 w Mt. Lebanon) – amerykańska pływaczka specjalizująca się w stylu dowolnym, mistrzyni olimpijska i wielokrotna medalistka mistrzostw świata.

## Kariera pływacka
Na Letniej Uniwersjadzie w Gwangju wywalczyła dwa złote medale, w konkurencjach 400 m stylem dowolnym i w sztafecie 4 × 200 m stylem dowolnym. W obu ustanowiła nowe rekordy uniwersjady.
W 2015 roku podczas mistrzostw świata w Kazaniu płynąc w sztafecie 4 × 200 m stylem dowolnym razem z Missy Franklin, Katie McLaughlin i Katie Ledecky zdobyła mistrzostwo świata. 
Na igrzyskach olimpijskich w Rio de Janeiro wywalczyła dwa medale. W sztafecie 4 × 200 m kraulem zajęła pierwsze miejsce. Na dystansie 400 m stylem dowolnym zdobyła brązowy medal, w finale uzyskując czas 4:01,92.
Kilka miesięcy później, podczas mistrzostw świata na krótkim basenie w Windsorze zdobyła złote medale na dystansie 400 i 800 m stylem dowolnym oraz została wicemistrzynią w sztafecie kraulowej 4 × 200 m.
Na mistrzostwach świata w Budapeszcie wywalczyła trzy medale. Smith została mistrzynią świata w sztafecie 4 × 200 m stylem dowolnym kobiet. Zdobyła także srebro na dystansie 400 m kraulem (4:01,54) i brąz w konkurencji 800 m stylem dowolnym (8:17,22). Startowała także na 200 m kraulem, uzyskawszy w finale czas 1:56,06 i na 400 m stylem zmiennym (4:36,09). Na obu tych dystansach została sklasyfikowana na szóstej pozycji.

## Życie prywatne
Smith jest studentką Uniwersytetu Virginii.